# Manisha Koirala
Manisha Koirala (en idioma nepalí: मनिषा कोइराला; nacida el 16 de agosto de 1970) es una actriz nepalesa de Bollywood y una Embajadora de Buena Voluntad del FPNU. Es más conocida por las películas 1942: A Love Story, Bombay, Khamoshi: the musical y Dil Se. Koirala es nieta de Bisheshwar Prasad Koirala, el primer ministro de Nepal entre 1959 y 1960.

## Filmografía
| Año  | Película                          | Papel                          | Otras notas |
| ---- | --------------------------------- | ------------------------------ | --- |
| 1989 | Pheri Bhetaula                    |                                | Idioma nepalí |
| 1991 | Saudagar                          | Radha                          | |
| 1991 | First Love Letter                 | Radha                          | |
| 1992 | Yalgaar                           | Meghna Kumar                   | |
| 1993 | Insaaniyat Ke Devta               | Nisha                          | |
| 1993 | Anmol                             | Anmol                          | |
| 1993 | Dhanwan                           | Anjali Chopra                  | |
| 1994 | Yun Hi Kabhi                      | Pooja                          | |
| 1994 | 1942: A Love Story                | Rajeshwari "Rajjo" Pathak      | Nominada, Filmfare Best Actress Award |
| 1994 | Sangdil Sanam                     | Sanam                          | |
| 1994 | Criminal                          | Shweta Kumar                   | Hindi/Idioma telugú |
| 1995 | Bombay                            | Shaila Bano                    | Ganadora, Filmfare Critics Award for Best Performance Ganadora, Filmfare Best Tamil Actress Award Idioma tamil                           |
| 1995 | Anokha Andaz                      |                                | |
| 1995 | Milán                             | Priya                          | |
| 1995 | Guddu                             | Salina Gupta                   | |
| 1995 | Ram Shastra                       | Anjali Sinha                   | |
| 1995 | Akele Hum Akele Tum               | Kiran Kumar                    | Nominada, Filmfare Best Actress Award |
| 1996 | Dushmani                          | Sapna Oberoi                   | |
| 1996 | Agni Sakshi                       | Shubhangi/Madhu                | |
| 1996 | Majhdhaar                         | Radha Rai                      | |
| 1996 | Khamoshi: The Musical             | Annie                          | Ganadora, Filmfare Critics Award for Best Performance Ganadora, Star Screen Award for Best Actress Nominada, Filmfare Best Actress Award |
| 1996 | Indian                            | Ishwarya                       | Idioma tamil |
| 1997 | Sanam                             | Sanam                          | |
| 1997 | Loha                              | Manisha Koirala                | |
| 1997 | Gupt: The Hidden Truth            | Sheetal Choudhry               | |
| 1997 | Dil Ke Jharokhe Mein              | Suman                          | |
| 1998 | Yugpurush                         | Sunita                         | |
| 1998 | Salaakhen                         |                                | |
| 1998 | Achanak                           | Pooja                          | |
| 1998 | Dil Se                            | Meghna                         | Nominada, Filmfare Best Actress Award |
| 1998 | Maharaja                          | Shaili Mathur                  | |
| 1999 | Kachche Dhaage                    | Rukhsana                       | |
| 1999 | Lal Baadshah                      | Kiran                          | |
| 1999 | Laawaris                          | Anshu Mehra                    | |
| 1999 | Jaihind                           | Sheetal                        | |
| 1999 | Mudhalvan                         | Thenmozhi                      | Idioma tamil |
| 1999 | Kartoos                           | Mini                           | |
| 1999 | Mann                              | Priya Verma                    | |
| 1999 | Hindustan Ki Kasam                | Roshanaara                     | |
| 2000 | Champion                          | Sapna Khanna                   | |
| 2000 | Khauff                            | Neha                           | |
| 2000 | Baaghi                            | Rani                           | |
| 2000 | Raja Ko Rani Se Pyar Ho Gaya      | Manisha/Sapna Khanna           | |
| 2001 | Grahan                            | Paro, Parvati Shastri          | |
| 2001 | Chhupa Rustam                     | Nisha                          | |
| 2001 | Lajja                             | Vaidehi                        | |
| 2001 | Aalavandhan                       | Sharmilee                      | Idioma tamil |
| 2001 | Moksha                            | Ritika Sanyal                  | |
| 2002 | Company                           | Saroja                         | Ganadora, Filmfare Critics Award for Best Performance                                                                                    |
| 2002 | Jaani Dushman: Ek Anokhi Kahani   | Vasundhara/Divya               | |
| 2002 | Ek Chotisi Love Story             | The Woman                      | |
| 2002 | Baba                              | Chamundeeswari                 | Idioma tamil |
| 2003 | Escape From Taliban               | Sushmita Bannerjee/Sayed Kamal | |
| 2003 | Calcutta Mail                     | Sanjana                        | |
| 2003 | Market                            | Muskaan Bano/Kaalia            | |
| 2004 | Paisa Vasool                      | Maria                          | |
| 2004 | Tum - A Dangerous Obsession       | Kamini                         | |
| 2005 | Chaahat - Ek Nasha                | Mallika Arora                  | |
| 2005 | Mumbai Express                    | Ahalya                         | Idioma tamil / hindi |
| 2005 | Taj Mahal: An Eternal Love Story  | Jahan Ara                      | |
| 2005 | Anjaane - The Unknown             | Shivani Malhotra               | |
| 2006 | Darwaza Bandh Rakho               | Julie                          | |
| 2007 | Anwar                             | Anita                          | |
| 2008 | Tulsi                             | Tulsi                          | |
| 2008 | Sirf                              | Devika                         | |
| 2008 | MMehbooba                         | Varsha                         | |
| 2008 | Khela                             | Sheela                         | Idioma bengalí |
| 2010 | Ek Second... Jo Zindagi Badal De? | Rashi                          | |
| 2010 | Dharmaa                           |                                | Idioma nepalí |
| 2011 | I Am                              | Rubina                         | |
| 2011 | Elektra                           | Diana                          | Malayalam |
| 2011 | Mappillai                         | Rajeshwari                     | Idioma tamil |

### Productora
- Paisa Vasool (2004)